# Robert Margé
Robert Margé est un éleveur français de toros de lidia du XXe siècle et du début du XXIe siècle. Il occupe actuellement le premier rang des ganaderias françaises.

## Présentation
Robert Margé a commencé un élevage en 1978, avec une manade de taureaux Camargue qui appartenait à la Compagnie des Salins du Midi.
L'élevage a été créé par Robert Margé (qui est également le directeur des arènes de Béziers) en 1993, avec du bétail Cebada Gago, et de Joaquín Núñez del Cuvillo. En 2001, l'éleveur a ajouté du bétail de Santiago Domecq ce qui a apporté une plus grande puissance à ses taureaux. Sa devise est couleur bordeaux et or, la propriété, le domaine des Monteilles, est située dans le département de l'Aude à Fleury d'Aude. Elle s'étend sur 1500 hectares. Son autre propriété, située à Aimargues en Camargue s'étend sur 600 hectares. Elle élève des taureaux pour la course à la cocarde.

## Caractéristique
Longtemps apprécié pour ses novillos dont la caste et la noblesse est très affirmée, avec des bêtes qui chargent sans relâche, l'élevage produit aussi des taureaux puissants qui ont triomphé pour les Fêtes de la Madeleine de Mont-de-Marsan en juillet 2011 dans les arènes du Plumaçon. 
Matías Tejela y a obtenu trois oreilles et Sébastien Castella  une oreille. Castella avait déjà remporté un brillant succès avec les novillos de Margé aux Saintes Maries de la Mer le 4 août 1999. En 2003, à Fenouillet, le novillo Escandalito été honoré d'un tour d'arènes. À Vic-Fezensac, le toro d'Artagnan à la bravoure « moderne » mais encasté est resté célèbre chez les aficionados.
Puissants à la pique, les taureaux Margé conviennent aussi aux toreros à cheval.